# Джойнер Лукас
Гері Моріс Лукас-молодший (англ. Gary Maurice Lucas, Jr.), відомий під сценічним псевдонімом Джойнер Лукас (англ. Joyner Lucas) — американський реп-виконавець, співак, автор пісень, продюсер, поет та актор з Вустера, Массачусетс, США.

## Біографія
Гері Моріс Лукас-молодший народився 17 серпня 1988 у Вустері, Массачусетс, США. Почав читати реп у десятирічному віці. Навчався у Південній громадській середній школі Вустера.
2015 року Лукас презентував сингл «Ross Capicchioni», який приніс виконавцю світове визнання та привернув увагу музичних критиків, які позитивно відгукнулися на його творчість. У червні 2017 року світ побачив його четвертий мікстейп «508-507-2209», який став його першою платівкою, яку записано за участі одного з Великої четвірки лейблів звукозапису.
28 листопада 2017 року Лукас опублікував на своїй сторінці на Ютубі сингл «I'm Not Racist», який швидко став вірусним та отримав позитивну оцінку критиків. Крім того, відео номінувалося на 61-шій церемонії «Греммі» у категорії «Найкращий відеокліп». 25 лютого 2018 року стало відомо, що Лукас та Кріс Браун працюють над спільним проєктом під назвою «Angels & Demons». У грудні 2018 року Лукас розірвав контракт зі студією звукозапису «Atlantic Records».
Лукас взяв участь у записі пісні «Lucky You», який увійшов до альбому Емінема «Kamikaze». Пісня дебютувала на п'ятій сходинці хіт-параду Billboard Hot 100. Нині виконавець працює над створення альбому під назвою «ADHD». 23 травня 2019 року світ побачив трек «ISIS», записаний за участі репера Logic.

## Особисте життя
Лукас має сина, якого часто згадує у своїх треках. Виконавець також всіляко намагається приховати деталі свого особистого життя. Відомо, що Лукас має синдром порушення активності та уваги (ADHD).